# Creació col·lectiva
Creació col·lectiva és el nom donat a l'obra, muntatge, posada en escena o espectacle que no signa un únic autor sinó un grup de creadors i com a fruit del seu treball en col·laboració, és a dir, la «creació elaborada per un grup o col·lectiu teatral». Com a teoria teatral s'aplica de forma metodològica des de la dècada del 1960 com a sistema de treball inherent al fet mateix del procés de creació dramàtica i per dinamitar la tirania d'autor, director i text. Bertolt Brecht la va definir com la «posada en comú del saber».
La creació col·lectiva va adquirir justificació política amb posades en escena de grups com The Living Theater (1947) o experiències com el Teatro Campesino (1965); va desenvolupar estatuts executius en els processos de democratització del teatre alemany (1970); i es va projectar en teoria didàctica a partir del mètode d'Enrique Buenaventura.

## Història
Al llarg de la història del teatre resulta fàcil trobar exemples de creació col·lectiva. Com a precedent, sembla quedar definida dins el sistema de treball de les companyies de la Commedia dell'arte, juntament amb altres recursos de posada en escena com la improvisació. A la segona meitat del segle xx, van proliferar els col·lectius de creació en el teatre occidental, impulsat per diferents plantejaments o objectius socials, polítics, purament professionals o tots alhora.
En el pla més pràctic i professional és interessant ressenyar la propostes de l'Estatut democràtic presentat el 10 de maig de 1970 a Berlín Occidental, dins de la sèrie de col·loquis sobre la «democratització del teatre» celebrats entre el 8 i el 24 del mateix any. Aquell dia es va obrir el col·loqui amb la presentació d'un document proposant «la participació, amb els mateixos drets, de cada membre del personal en els projectes i les decisions de la direcció», per a això es triaria entre tothom un consell entre les tasques del qual s'enunciaven:
1. La constitució del repertori i les opcions artístiques generals de la companyia
2. La contractació de nous membres i la durada del seu contracte, així com la contractació de col·laboradors temporals
3. L'atribució i distribució de les posades en escena i dels papers
4. Els períodes d'assaig
5. ... i altres detalls de l'economia del col·lectiu teatral, com la transparència dels salaris dins del grup i també cap enfora, i el control del sistema d'abonaments i/o captació de públic.[5]

A l'Estat espanyol la creació col·lectiva va ser cabdal en el fenomen del teatre independent, car a la igualtat de formació i participació es sumava en molts casos la prudent necessitat d'«emmascarar els treballs en un esperit col·lectiu que difuminés la responsabilitat civil». Fora per insistència en el mètode o pel reconeixement d'una nova lectura de la dramatúrgia i el fet escènic, el fenomen de la creació col·lectiva ha adquirit la categoria d'assignatura en la formació teatral del segle xxi.

## Buenaventura i els mètodes
En l'àmbit de la llengua castellana, sobresurten les propostes teòriques, i el reflex que van tenir en els seus tallers, de dramaturgs com William Layton i Enrique Buenaventura. L'obra del primer quedaria reflectida en la idiosincràsia teatral del teatre espanyol de la Transició (a partir potser de precedents com La Barraca i el Teatro Español Universitario, i en col·lectius com el Teatro Experimental Independiente, el grup Tábano o els Comediants, entre moltes altres agrupacions.
Del mètode de Buenaventura, partint del formalisme rus, sobresurt l'actitud constructiva grupal perfeccionant improvisacions escèniques i partint d'un tema triat amb anterioritat. Les figures de l'autor i del director queden sotmeses a la creativitat improvisada i reconstruïda, un procés en el qual a través de la creació col·lectiva (noció sociològica) s'arriba a la «noció estètica i ideològica del col·lectiu de creació».
A partir d'aquestes i altres propostes internacionals ja clàssiques, com l'esmentada del Living Theater, la creació col·lectiva ha impregnat muntatges paral·lels del teatre de carrer o en experiments mixtes de dramatúrgia, participació i posada en escena.